# 丹戎不碌港
丹戎不碌港為印度尼西亚吞吐量最大及最先進的港口，處理印度尼西亚船舶運輸總量50%以上。位於北雅加達行政市丹戎不碌，由印度尼西亞國有企業PT Pelindo II營運。貨櫃碼頭被稱為雅加達國際貨櫃碼頭(JICT)，由和記港口信託及Pelindo II共同營運，為印度尼西亚最大的貨櫃碼頭。